# Остров сокровищ маппетов
«Остров сокровищ маппетов» (англ. Muppet Treasure Island) — фильм режиссёра Брайана Хенсона.

## Сюжет
Лягушонок Кермит и его друзья продолжают вести войну против безжалостных пиратов. А заодно они отправляются в большое морское путешествие, чтобы найти сокровища.

## В ролях
- Тим Карри — Джон Сильвер
- Кевин Бишоп — Джим Хокинс
- Билли Конноли — Билли Бонс
- Дженнифер Сондерс — миссис Блюверидж
- Дэйв Гольц — Великий Гонзо / Доктор Бунзен (Доктор Ливси) / Стэтлер / Бин Банни / Зуут
- Кевин Клэш — Плохой Полли / Чёрный Пёс / Спа’ам / прочие персонажи
- Стив Уитмайр — Лягушонок Кермит (Капитан Смоллетт) / Крыса Риццо / Мензурка
- Джерри Нельсон — Стэтлер / Слепой Пью / Безумный Монти / Флойд Пеппер / Лью Зиланд
- Билл Барретта — Бестолочь Морган / Шведский Повар
- Фрэнк Оз — Мисс Пигги / Медвежонок Фоззи / Орёл Сэм / Животное
- Дэвид Николлс — Капитан Флинт
- Фредерик Уордер — Калико Джерри

## Приём

### Кассовые сборы
Фильм вышел в прокат 16 февраля 1996 года на 2 070 экранах, за уик-енд было собрано 7,9 млн долл. (3 место в прокате после Сломанной стрелы и Счастливчика Гилмора). На тот момент картина для Диснея стала самой кассовой в феврале. Сборы в Северной Америке составили 34,3 млн долл.